# ジャン＝ピエール・コルトー
ジャン＝ピエール・コルトー（Jean-Pierre Cortot、1787年8月20日 - 1843年8月12日）はフランスの彫刻家である。

## 経歴
パリで生まれた。13歳でエコール・デ・ボザールに入学し、シャルル＝アントワーヌ・ブリダン(Charles-Antoine Bridan: 1730-1805)のスタジオで学び、ルイ＝シモン・ボアゾ(Louis-Simon Boizot: 1743-1809)、フランソワ＝フレデリック・ルモ(François-Frédéric Lemot: 1771-1827)、ジャン＝ギヨーム・モワット(Jean Guillaume Moitte: 1746-1810)、クロード・ラミー(Claude Ramey: 1754-1838)、フィリップ＝ローラン・ロラン(Philippe-Laurent Roland: 1746-1816)といった彫刻家の助手として働いた。
1809年にフランソワ・リュード(1784-1855)と競って、ローマ賞を受賞し、1810年から在ローマ・フランス・アカデミーで学び、ローマでは画家のドミニク・アングルと知り合い、アングルはコルトーの肖像画を残した。留学期間を5年間延長し、ローマでは、ナポレオン美術館（ルーヴル美術館）の初代館長に任じられた、ヴィヴァン・ドゥノンの依頼で1812年からナポレオンの像の制作に従事するが、この作品は、ナポレオンの凋落によって廃棄され、ルイ18世の像に置き換えられた。
パリに戻った後、1819年からサロン・ド・パリに出展を始め、その年、大賞を受賞した。1840年までサロンに出展を続けた。1825年にパリ国立高等美術学校の教授に任じられ、1826年に芸術アカデミーの会員に選ばれた。コルトーが教えた学生にはジョゼフ＝マリウス・ラムス、ジャン＝ジャック・フシェルやピエール・ルイ・ルイヤールがいる。
1841年にレジオンドヌール勲章（オフィシエ）を受勲した。

## 作品

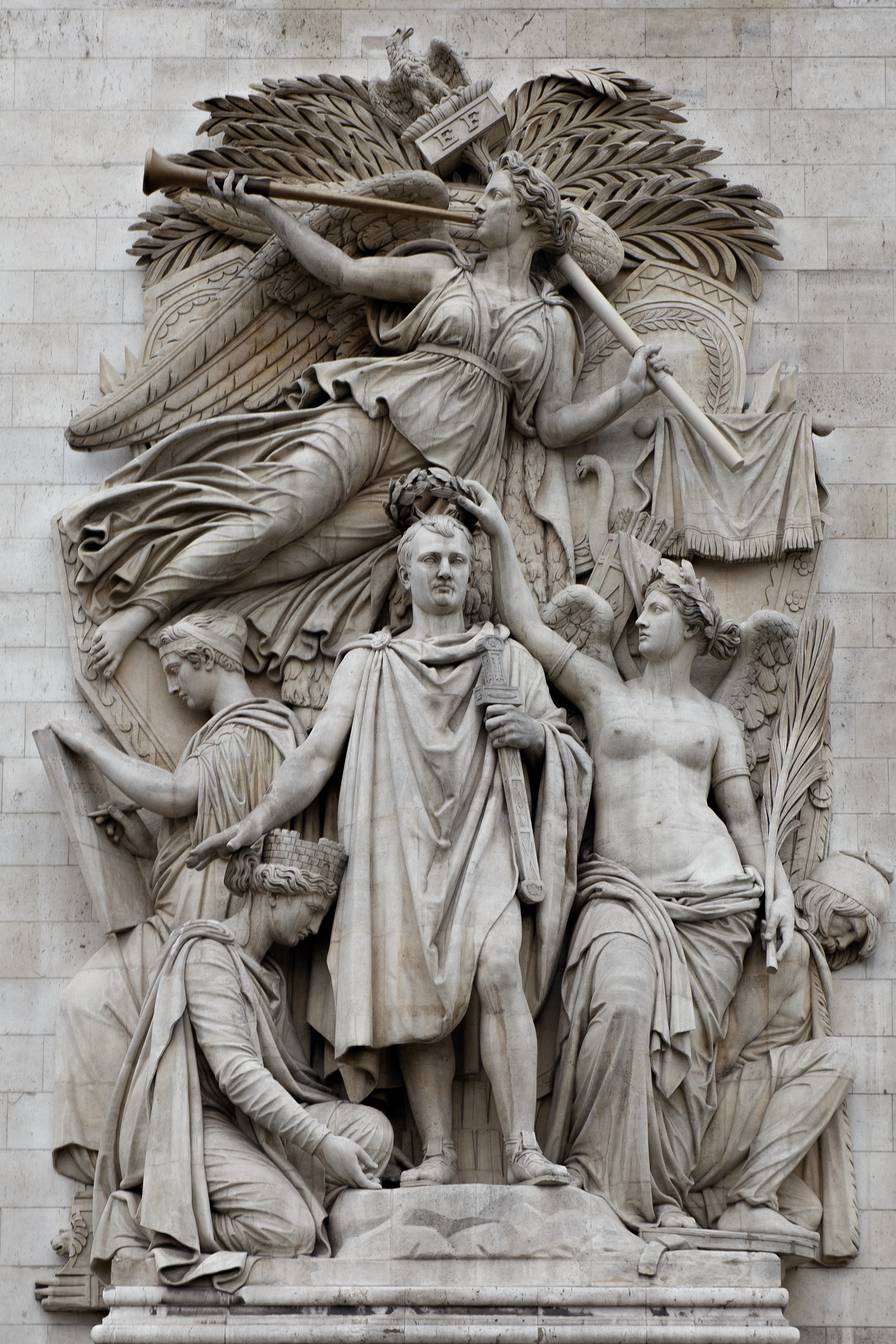
エトワール凱旋門のレリーフ、「1820年の勝利」
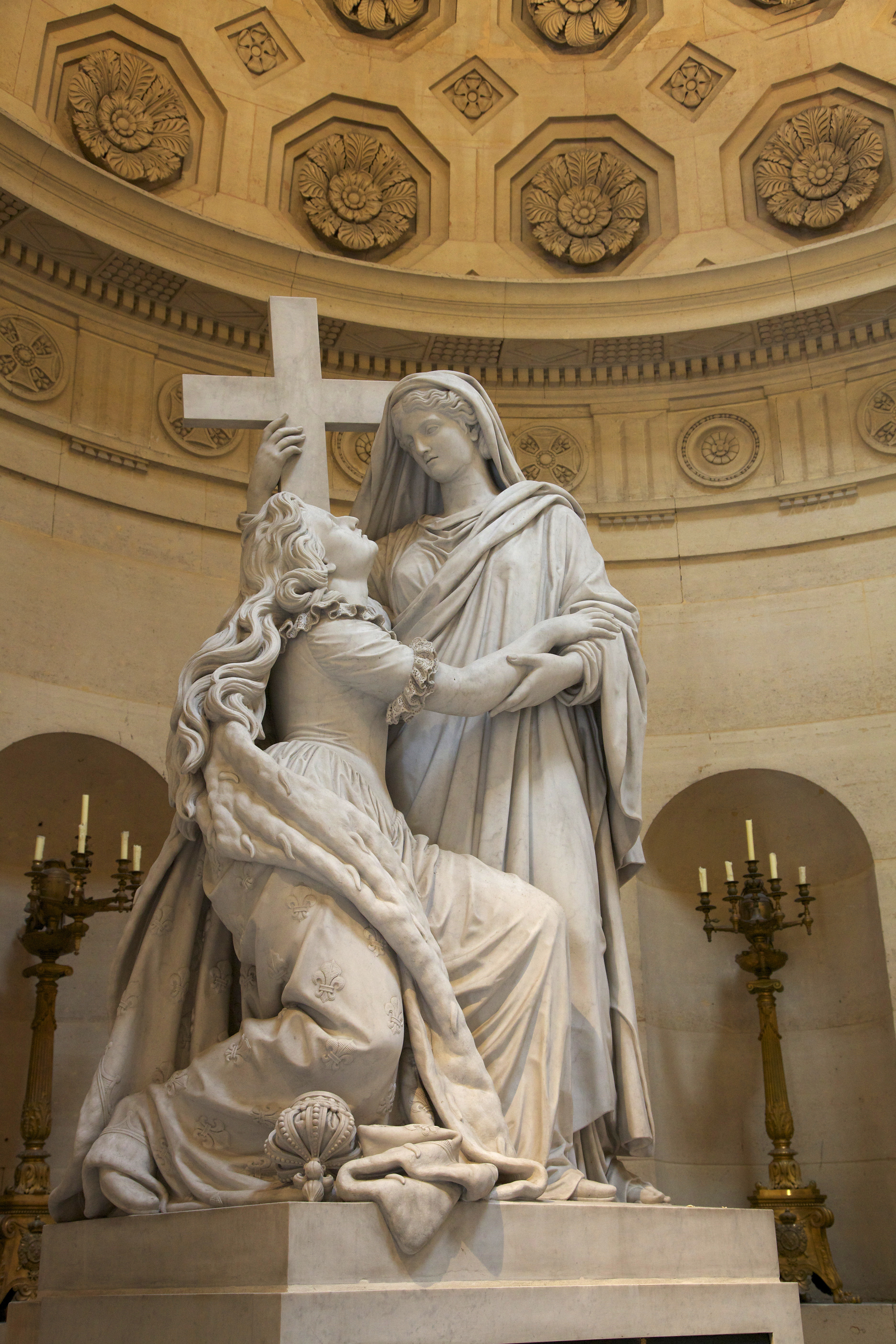
パリ贖罪礼拝堂のマリー・アントワネット像
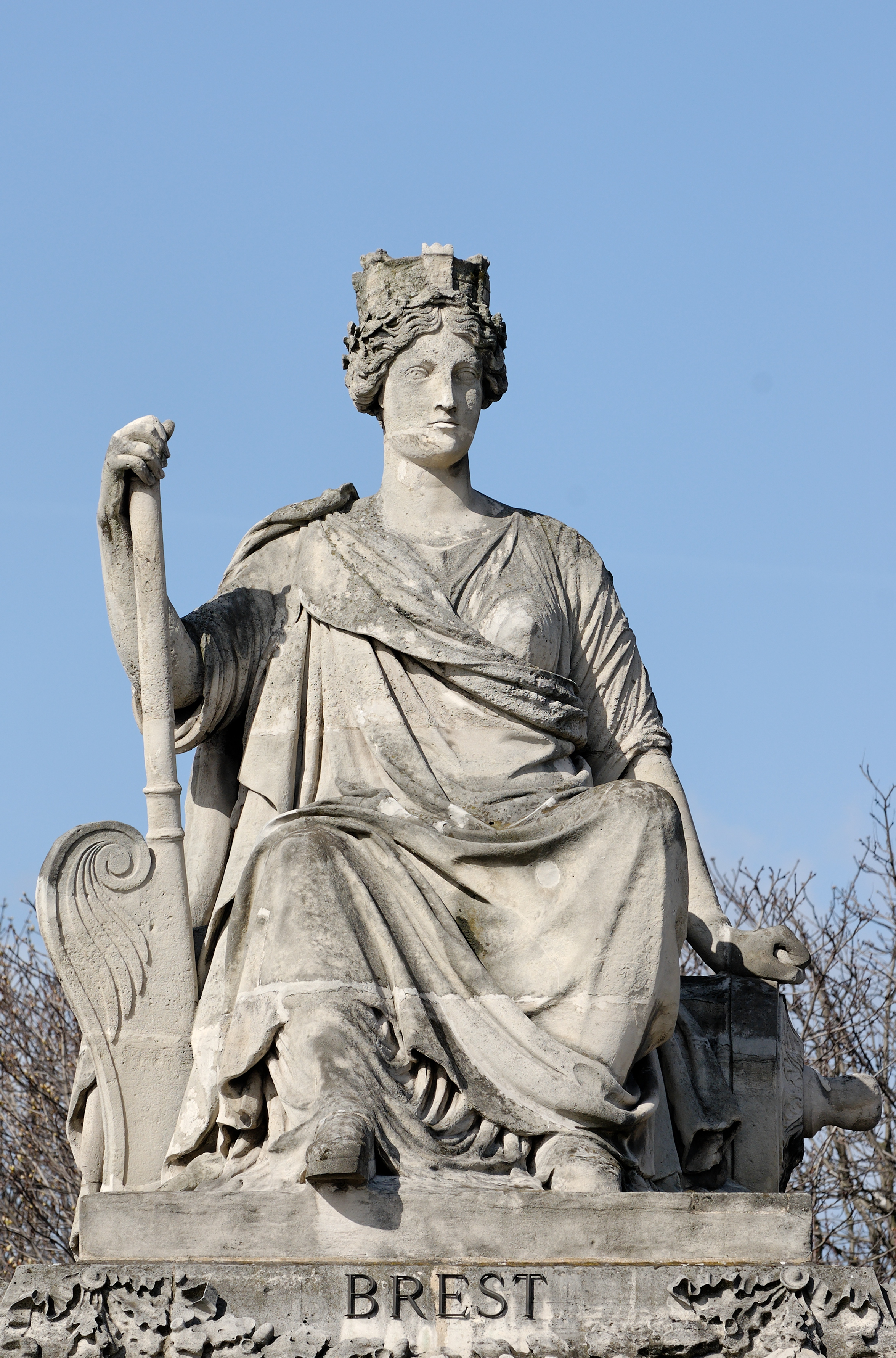
パリ、コンコルド広場のフランスの都市の名がつけられた女性像のひとつ「ブレスト」
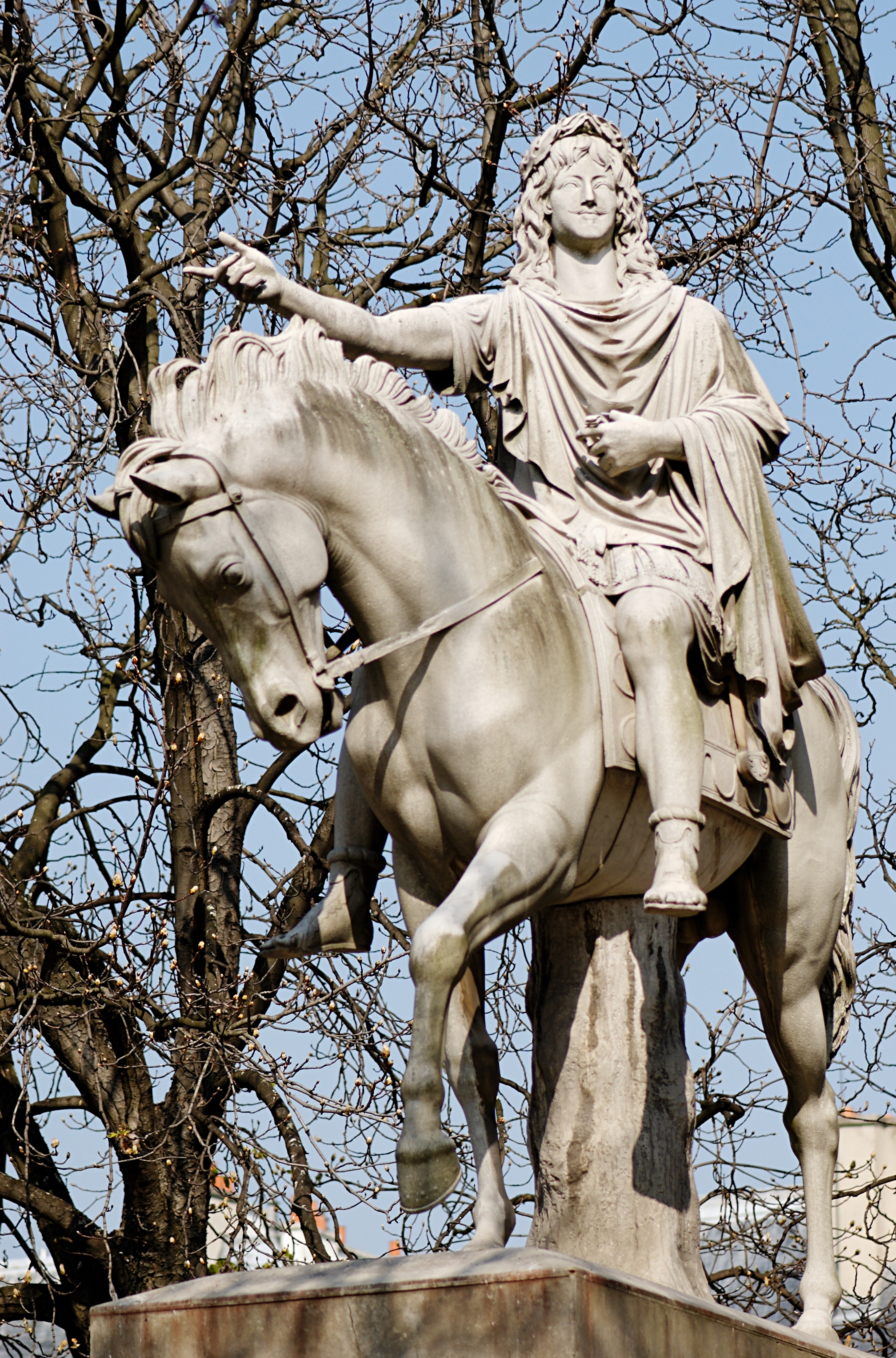
パリ、ヴォージュ広場のルイ13世騎馬像